# Mahmoodia tristis
Mahmoodia tristis är en insektsart som först beskrevs av Melichar 1914.  Mahmoodia tristis ingår i släktet Mahmoodia och familjen dvärgstritar. Inga underarter finns listade i Catalogue of Life.